# Келецкие губернские ведомости
«Келе́цкие губе́рнские ве́домости» — газета, издававшаяся в Кельцах с 1866 по 1917 год.

## История
Газета являлась официальным печатным органом Келецкой губернии. Издавалась в Кельцах еженедельно в 1866—1917 гг.
С 1867 года выходили на русском и польском языках, с 1868 года — на одном русском языке.
Редактировали газету в разное время К. Светинский, А. Лесников, И. Левчук, К. Григорович.